# Werner Lorant
Werner Lorant (ur. 21 listopada 1948 w Welver, zm. 20 kwietnia 2025 w Wasserburgu nad Innem) – niemiecki piłkarz występujący na pozycji pomocnika oraz trener.

## Kariera piłkarska
W Bundeslidze rozegrał 325 spotkań i strzelił 46 goli.
W barwach Eintrachtu Frankfurt zdobył Puchar UEFA w roku 1980 oraz Puchar Niemiec w 1981 roku.